# If It's Tuesday, This Must Be Belgium
If It's Tuesday, This Must Be Belgium is een Amerikaanse romantische komedie uit 1969, geregisseerd door Mel Stuart. De film werd geproduceerd door Wolper Pictures en uitgebracht door United Artists. Er werd op locatie gefilmd doorheen Europa. Naast de hoofdcast bevat de film ook een aantal cameo's.

## Verhaal
Charlie Cartwright is een Engelse reisleider die groepen Amerikanen meeneemt op een wervelende 9-landen-in-18-dagen-sightseeing-rondreis door Europa. Hij heeft zich verslapen met zijn nieuwste verovering en komt te laat aan bij groep 225, waar hij een misnoegd gezelschap aantreft dat staat te popelen om te vertrekken.
Samantha Perkins is een van die toeristen die op vakantie gaat om na te denken of ze met haar verloofde George wil trouwen. In Londen probeert Charlie de prachtige Samantha te charmeren en te verleiden. Zij vindt hem echter frivool en sluw, wat hem voor een uitdaging stelt omdat ze niet zomaar voor hem wil vallen. Haar ervaringen tijdens de rondreis zorgen ervoor dat ze een besluit neemt over haar huwelijksplannen, vooral nadat George onverwacht opduikt.
Fred en Edna Ferguson nemen hun dochter Shelly mee op reis om haar weg te houden bij een ongewenst vriendje met wie ze een seksuele relatie krijgt. In Amsterdam ontmoet Shelly een activistische Amerikaanse student die haar volgt op verschillende locaties tijdens de rondreis, waar ze telkens stiekem op zijn motor wegglippen om tijd met elkaar door te brengen en de locaties te bekijken door de ogen van de tegencultuur.
In Amsterdam verdwijnt Irma Blakely met een Japanse touringcar waar ze per ongeluk instapt wanneer ze gescheiden raakt van de groep. Er zijn meerdere pogingen nodig voordat de twee rondreizen overlappen om haar terug te brengen naar haar man Harve. Hoewel Harve de hele tijd naar Irma verlangt en er enige overredingskracht van de groep nodig is om hem mee te krijgen naar een nachtclub, treft Irma hem dansend met een burlesquedanseres op het podium aan wanneer ze in Rome uiteindelijk weer bij de groep komt en denkt ze ten onrechte dat hij de hele tijd zonder haar heeft gefeest. Irma beslist dat ze volgend jaar naar Japan zullen gaan, omdat ze veel vrienden heeft gemaakt tijdens haar geïmproviseerde rondreis.
In België bezoekt Jack Harmon opnieuw de locatie in Bastenaken waar hij tijdens WOII heeft gevochten. Terwijl hij aan medetoerist Freda Gooding sterke verhalen vertelt over een Duitse terugtocht, komt hij een Duitse veteraan tegen die een tegenstrijdig verhaal over een geallieerde terugtocht aan zijn vrouw vertelt. In Rome wil hij Gina weerzien, een meisje dat hij tijdens de oorlog ontmoette. Zijn fantasieën krijgen echter een stevige deuk als blijkt dat Gina, weliswaar nog steeds aantrekkelijk, ondertussen een grootmoeder is. Teleurgesteld wendt hij zich tot Freda Gooding, een weduwe, en begint haar te leren kennen.
In Italië verlaat John Marino tijdelijk de groep om zijn familieleden te bezoeken, die hem hartelijk ontvangen. Ze proberen hem echter ook te koppelen aan Francesca, een mollige, saaie nicht. De volgende dag krijgt hij een stapel berichten van "een nicht" en probeert hij de rest van zijn tijd haar te vermijden, alleen om bij zijn vertrek erachter te komen dat hij een andere, bloedmooie verwante heeft ontweken.
Bert Greenfield besteedt zijn reis aan het stiekem fotograferen van borsten, dijen en andere intieme hoeken van wellustige vrouwen. Hij doet alsof hij hen verovert en stuurt verzonnen verhalen naar zijn vrienden. Uit wanhoop betaalt hij een mooi meisje om met hem te poseren in een omhelzing. Uit medelijden geeft ze hem zijn geld terug en kust hem op de wang voordat ze vertrekt.
Tijdens de rondreis klaagt Fred tegen Edna dat de vakantie een beproeving is en dat hij graag naar huis wil. Zijn enige doel is een paar Italiaanse schoenen op maat te laten maken, waarvoor hij een moeizaam proces doorloopt om zijn wensen duidelijk te maken aan de niet-Engelstalige schoenmaker. Nadat Fred is vertrokken, selecteert de schoenmaker een paar kant-en-klare schoenen uit een catalogus, waarbij hij Freds wensen volledig verkeerd begrijpt, die hij naar de VS zal sturen om de "speciale bestelling" uit te voeren. Hoewel hij de hele rondreis heeft geklaagd, verklaart Fred dat ze volgend jaar een rondreis door Scandinavië zullen maken.
Tijdens de rondreis steelt kleptomaan Harry Dix van elke locatie "souvenirs" zoals handdoeken, asbakken, bijbels, telefoons en schilderijen, die hij in een ruime koffer verstopt. Bij het vertrek op het vliegveld is zijn koffer zo zwaar dat hij het begeeft, waardoor de gestolen voorwerpen eruit vallen, die hij uiteindelijk allemaal achterlaat.
Bij het begin van rondreis 226 geeft Charlie een inleidende toespraak, waarin hij vertelt dat er onderweg onverwachte avonturen kunnen gebeuren.

## Rolverdeling

### Hoofdrollen
| Acteur              | Personage                           |
| ------------------- | ----------------------------------- |
| Suzanne Pleshette   | Samantha Perkins                    |
| Ian McShane         | Charlie Cartwright                  |
| Mildred Natwick     | Jenny Grant                         |
| Murray Hamilton     | Fred Ferguson                       |
| Sandy Baron         | John Marino                         |
| Michael Constantine | Jack Harmon                         |
| Norman Fell         | Harve Blakely                       |
| Peggy Cass          | Edna Ferguson                       |
| Marty Ingels        | Bert Greenfield                     |
| Pamela Britton      | Freda                               |
| Reva Rose           | Irma Blakely                        |
| Aubrey Morris       | Harry Dix                           |
| Hilarie Thompson    | Shelly Ferguson                     |
| Luke Halpin         | Bo                                  |
| Mario Carotenuto    | Giuseppe                            |
| Patricia Routledge  | Mrs. Featherstone                   |
| Marina Berti        | Gina                                |
| Linda De Felice     | Italiaanse vrouw in verkeersongeval |
| Paul Esser          | Duitse sergeant                     |
| Jenny White         | Dot                                 |

### Cameo's
| Acteur           | Personage                                                  |
| ---------------- | ---------------------------------------------------------- |
| Senta Berger     | (verkoopster in boetiek in Carnaby Street)                 |
| John Cassavetes  | (pokervriend van Bert)                                     |
| Joan Collins     | (meisje op het voetpad in Londen)                          |
| Vittorio De Sica | (schoenmaker in Rome)                                      |
| Donovan          | zingt "Lord of the Reedy River"                            |
| Sonya Doumen     | (Miss België 1968)                                         |
| Anita Ekberg     | (presentatrice van de burlesque in Rome)                   |
| Ben Gazzara      | (pokervriend van Bert)                                     |
| Virna Lisi       | (mooie nicht van John die hij probeert te ontwijken)       |
| Elsa Martinelli  | (Venetiaanse vriendin van Charlie)                         |
| Catherine Spaak  | (meisje dat door Bert betaald wordt om met hem te poseren) |
| Robert Vaughn    | (fotograaf in Rome)                                        |

## Productie
De titel, die ook gebruikt werd door een documentaire uit 1965 op CBS die een dergelijke rondreis filmde, is overgenomen van een New Yorker-cartoon uit 1957 die een jonge vrouw bij een touringcar en een klokkentoren toont die gefrustreerd uitroept "But if it's Tuesday, it has to be Siena", wat op een humoristische wijze de hectische aard van Europese rondreizen illustreert. Dit concept vormde het uitgangspunt van de plot van de film. Donovan, die in de film "Lord of the Reedy River" zingt, schreef ook de titelsong van de film.
De Europese rondreis in de film doet de volgende negen landen aan: Verenigd Koninkrijk, Nederland, België, Luxemburg, West-Duitsland, Zwitserland, Liechtenstein, Italië en Vaticaanstad.
Europese locaties waar de film is opgenomen zijn onder andere: Londen, Brussel, Bastenaken, Rijnland-Palts met de boot op de Rijn van Koblenz naar Wiesbaden, Venetië en Rome.
De filmposter toont de cast op de normaal gesproken autovrije Grote Markt van Antwerpen poserend voor een typische souvenirfoto voor het stadhuis, met hun touringcar die het zicht op de Brabofontein blokkeert.

## Release en ontvangst
De film werd op 24 april 1969 in de bioscopen uitgebracht. Op 20 mei 2008 kwam de film uit op dvd en in 2016 verscheen er ook een Blu-ray-versie op de markt.
Op Rotten Tomatoes heeft de film een score van 67% (6 recensies), met een gemiddelde waardering van 6,1/10. Roger Ebert gaf de film 2 op de 4 sterren en schreef dat "If It's Tuesday" zeker geen geweldige film is, maar wel erg prettig. Het is een ingetogen komedie met een buslading interessante acteurs die door Engeland, België, Duitsland en Italië reizen op een van die hectische rondreizen. Er is veel landschap, maar niet te veel, en er is goed gebruik gemaakt van locaties in Venetië en Rome. Er zijn ook een paar scènes die beter zijn dan ze zouden moeten zijn, omdat ze goed geacteerd zijn.